# رادک اشتپانک
رادک اشتپانک (به چکی: Radek Štěpánek) (زاده ۲۷ نوامبر ۱۹۷۸ - کاروینا) تنیس‌باز اهل کشور جمهوری چک است.
اشتپانک در مسابقات بین‌المللی مهمی شرکت کرده است که می‌توان به کسب مقام قهرمانی در مسابقات تنیس آزاد استرالیا ۲۰۱۲ در بخش دو نفره و جام دیویس ۲۰۱۲ در بخش تیمی اشاره کرد، بهترین رتبه وی در رتبه‌بندی جهانی تنیس ۸ (۱۰ ژوئیه ۲۰۰۶) بوده است.